# Divina, está en tu corazón
Divina, está en tu corazón (Love Divina) est une telenovela argentine créée par Mario Schajris et produite par Televisa, Pol-ka Producciones et Federation Kids & Family. C'est une telenovela jeune, genre comédie musicale. La série met en vedette Laura Natalia Esquivel qui a joué dans De tout mon cœur.
En France, elle est diffusée sur France 4 à partir du 22 octobre 2017,. Fautes d'audiences, la chaîne a décidé d'arrêter la diffusion à l'épisode 41, le 16 janvier 2018. La série est rediffusée dans son intégralité et sans interruption sur France Ô du 4 mars 2019 au 23 mai 2019. Elle a également était diffusée sur Diamants TV entre le 18 novembre 2023 au 30 décembre 2023.
En Belgique, elle a été diffusée pendant les vacances de Pâques, entre le 2 avril 2018 et le 13 avril 2018 dans le bloc OUFtivi, mais a aussi été interrompue par la suite. 
Elle est aussi diffusée sur le replay de Gulli depuis le 28 septembre 2023 au 8 janvier 2024
En raison des faibles audiences enregistrées en Argentine et au Mexique, l'idée de produire une deuxième saison a été abandonnée : l'épisode final manque donc d'issue concluante.

## Synopsis
En Argentine, Divina, une jeune fille tranquille et réfléchie, bien qu’ayant grandi sans famille connaît les codes et les dangers de la rue. Elle prend sous son aile un groupe d’enfants sans domicile. Survient Irène, une mystérieuse bienfaitrice qui propose d’accueillir toute la jeune bande sous son toit pour lui permettre d’échapper aux services sociaux.
Irène s’avère être la grand-mère de Divina, désireuse de se rapprocher de sa petite-fille pour rattraper les erreurs passées. Commence une nouvelle vie pour Divina qui rêve de devenir pop star. Chez Irène, elle cohabite avec ses petits protégés et la famille privilégiée de sa protectrice. Notamment Felipe, le grand amour de Divina…
Des amitiés se tissent entre les membres de la maisonnée, pour le meilleur et pour le pire.

## Distribution
- Laura Natalia Esquivel (VFB : Audrey d'Hulstère): Divina
- Manuel Masalva (VFB : Pierre Lognay) : Felipe
- Ingrid Martz (VFB : Véronique Biefnot) : Brisa (Bianca en VF)
- Harold Azuara (VFB : Thibaut Delmotte) : Axel
- Ale Müller (VFB : Claire Tefnin) : Catalina
- Vanesa Butera (VFB : Prunelle Rosier) : Soraya
- Nora Cárpena (VFB : France Bastoen) : Irène
- Matías Mayer (VFB : Olivier Prémel) Pierre
- Thelma Fardin (VFB : Marie Van R) : Yanina (Lilianna en VF)
- Jenny Martinez (VFB : Helena Coppejans) : Sofía
- Julieta Vetrano (VFB : Sophie Pyronnet) : Meli
- Gabriel Gallichio (VFB : Alexis Flamant) : Ciro (Théo en VF)
- Marcelo D'Andrea (VFB : Michel Hinderyckx): Fidel
- Abril Sanchez (VFB : Ludivine Deworst): Jazmín
- Camila Zolezzi (VFB : Laetitia Liénart) : Olivia
- Leonel Hucalo (VFB : Émilie Guillaume): Lolo

## Épisodes
Liste des épisodes de Love Divina
| Saison | Saison | Épisodes | Épisodes | Argentine    | Argentine       | France          | France          | Belgique     | Belgique      |
| Saison | Saison | Épisodes | Épisodes | Début        | Fin             | Début           | Fin             | Début        | Fin           |
| ------ | ------ | -------- | -------- | ------------ | --------------- | --------------- | --------------- | ------------ | ------------- |
|        | 1      | 60       | 10       | 13 mars 2017 | 15 juillet 2017 | 22 octobre 2017 | 16 janvier 2018 | 2 avril 2018 | 13 avril 2018 |
| 31     | 1      | 60       | TBA      | 13 mars 2017 | 15 juillet 2017 | 22 octobre 2017 | 16 janvier 2018 | TBA          |               |
| 19     | 1      | 60       | TBA      | 13 mars 2017 | 15 juillet 2017 | 4 mars 2019     | 23 mai 2019     | TBA          |               |

## Transmissions internationales
| Pays       | Chaîne             | Date de diffusion                  | Jour de diffusion                                                                            | Titre                      | Horaire           |
| ---------- | ------------------ | ---------------------------------- | -------------------------------------------------------------------------------------------- | -------------------------- | ----------------- |
| Argentine  | Cablevisión Flow   | 14 mars 2017                       | Les 60 épisodes ont été ajoutés sur la plateforme le même jour.                              | Divina, está en tu corazón |                   |
| Argentine  | eltrece            | 13 mars 2017 - 15 juillet 2017     | Lundi au vendredi,puis samedi                                                                | Divina, está en tu corazón | 18:00 11:30       |
| Uruguay    | Teledoce           | 13 mars 2017 - 2 juin 2017         | Lundi au vendredi, a commencé le même jour qu'en Argentine.                                  | Love Divina                | 18:00             |
| Mexique    | Canal 5            | 3 juillet 2017 - 8 avril 2018      | Lundi au vendredi, puis le dimanche                                                          | Love Divina                | 15:00             |
| Mexique    | Blim               | 14 avril 2017                      | Les 60 épisodes de la série ont été ajoutés le même jour sur la plateforme.                  | Love Divina                |                   |
| Italie     | Super!             | 5 juin 2017 - 14 février 2018      | Lundi au vendredi                                                                            | Love Divina                | 14:10             |
| États-Unis | UniMás             | 19 juin 2017 - 18 septembre 2017   | Lundi au vendredi                                                                            | Love Divina                | 15:00             |
| France     | France 4           | 22 octobre 2017 - 16 janvier 2018  | Lundi au vendredi, rediffusion le samedi                                                     | Love Divina                | 16:25 21:00 10:00 |
| France     | France Ô           | 4 mars 2019 - 23 mai 2019          | Lundi au vendredi                                                                            | Love Divina                | 17:00             |
| France     | GulliReplay        | 28 septembre 2023 - 8 janvier 2024 | Disponible en VOD                                                                            | Love Divina                |                   |
| Belgique   | OUFtivi (La Trois) | 2 avril 2018 - 13 avril 2018       | Diffusion des dix premiers épisodes pendant les vacances de Pâques, interrompu par la suite. | Love Divina                | 12:35 17:40       |